# La notte dei girasoli
La notte dei girasoli è un film del 2006, scritto e diretto da Jorge Sánchez-Cabezudo.

## Trama
In un piccolo paese sperduto tra le montagne spagnole si incrociano le vicende di diversi personaggi, che offrono molteplici punti di vista degli eventi. Esteban e Pedro sono speleologi chiamati dal sindaco del paese per esplorare una grotta appena scoperta. Li accompagna Gabi, la compagna di Esteban. Nel frattempo un agente di commercio sta girando nella zona per impegni lavorativi: è in realtà un pericoloso maniaco sessuale costantemente alla ricerca di nuove vittime.
Tomás fa il poliziotto ed è sposato con la figlia del suo capo. Insoddisfatto del proprio lavoro, annoiato dal matrimonio e dalla vita di paese, non si lascerà scappare l'occasione per commettere una scorrettezza in cambio di soldi. Ma il suocero Amadeo, ancora in gamba e appassionato del proprio lavoro nonostante sia a un passo dalla pensione, comincerà a sospettare qualcosa. A poca distanza, in un villaggio in rovina e quasi completamente abbandonato, vivono Cecilio e Amós, ormai anziani. Le loro esistenze abitudinarie verranno sconvolte da tragici eventi.

## Distribuzione
È stato presentato nelle Giornate degli autori alla Mostra del Cinema di Venezia.